# Ruínas do Convento de São Boaventura
As Ruínas do Convento de São Boaventura são os restos da edificação do antigo Convento de São Boaventura de Macacu, construído no século XVII para abrigar os franciscanos na extinta Vila de Santo Antônio de Sá. As ruínas estão localizadas dentro de uma propriedade privada, pertencente a Petrobrás, no município de Itaboraí, no estado do Rio de Janeiro.
É um patrimônio histórico nacional, tombado pelo Instituto do Patrimônio Histórico e Artístico Nacional (IPHAN), na data de 28 de abril de 1980, sob o processo de nº 690-T-1963. E também tem seu tombamento estadual pelo Instituto Estadual do Patrimônio Cultural (INEPAC), na data de 11 de dezembro de 1978, sob processo de nº E-03/33.714/78.
Obras para consolidação e conservação das ruínas, contratada pela Petrobrás e fiscalizadas pelo IPHAN, foram finalizadas no ano de 2015.

## História
Com o aumento da população na Vila de Santo Antônio de Sá, os jesuítas tiveram a necessidade de construir um convento na região, então, no ano de 1649, foi fundado o Convento de São Boaventura em uma edificação provisória, que foi ocupado pela comunidade franciscana no ano de 1650. Deu-se início as obras do convento definitivo no ano de 1660 e, com o término das obras em 1670, os franciscanos passaram a ocupar o convento definitivo, com início do noviciado no ano de 1672. Houve reformas e ampliações, como em 1704, ano que foi construído a torre sineira e a igreja.
Em 1710, foi criada a Ordem Terceira de São Francisco, que ocupou uma capela da lateral da igreja. Entre os anos 1784 e 1788, a Ordem Terceira construiu uma capela separada da igreja do convento.
Com o surto da cólera e da malária que assolou Macacu, entre os anos de 1828 e 1836, os frades deixaram o convento, assim como os moradores da Vila de Santo Antônio de Sá abandonaram a região. No convento permaneceu um guardião, até o ano de 1841. Com o abandono, a edificação do convento caiu em ruínas.
No ano de 1922, as ruínas passaram a ser de propriedade dos beneditinos e depois as terras e ruínas passaram a ser de propriedade privada.

## Arqueologia

### Edificações remanescentes
Atualmente, as ruínas conservam toda a fachada principal, as paredes da igreja, a ala frontal do convento e a torre sineira da igreja matriz. Há algumas telhas remanescentes do beiral e algumas esquadrias do segundo pavimento.

### Arquitetura
Edificação do convento foi construída com dois pavimentos. O frontispício apresenta características neoclássicas. As fundações e as paredes externas foram construídas com tijolos maciços, gnaisse e adobe, e utilizaram argamassa em cal. Foram construídos arcos de descarga sobre as vergas em arco, construídas em tijolos inseridos na alvenaria. O reboco, com presença de conchas e brita, possui coloração ocre e rosada. O piso da entrada do convento foi feito de tijoleira e os degraus e soleiras com mármore tipo "peito-de-pomba".
Na capela-mor, foram construídos três altares, o altar-mor no centro e dois altares laterais, próximos do arco-cruzeiro.